# 23 октомври
23 октомври е 296-ият ден в годината според григорианския календар (297-и през високосна). Остават 69 дни до края на годината.

## Събития
- 1641 г. – Ирландски католици от Ълстър се опитват да превземат Дъблинския замък, седалището на английското управление в Ирландия, за да предизвикат отстъпки за католиците.

- 1812 г. – Генерал Клод Франсоа дьо Мале (на картинката) започва заговор за свалянето на Наполеон, твърдейки, че императорът е умрял в Русия и че той сега е комендант на Париж.
- 1776 г. – 2 хиляди души загиват при изригване на вулкана Майон на Филипините.
- 1873 г. – Германската империя се присъединява към съюза между Руската империя и Австро-Унгария, с което се поставя началото на Съюза на тримата императори.
- 1893 г. – В Солун се създава Българо-македонският комитет – бъдещата Вътрешна македоно-одринска революционна организация (ВМОРО).
- 1911 г. – Първо използване на авиация за военни цели: италиански пилот излита от Либия за разузнаване на турските позиции през Италианско-турската война.

- 1915 г. – България в Първата световна война: В хода на Нишката операция, Девета плевенска пехотна дивизия на Първа армия освобождава Ниш. (на картичката)
- 1939 г. – Съставено е 56 Правителство на България с министър-председател Георги Кьосеиванов, което подава оставка през февруари 1940 г.
- 1942 г. – Втората световна война: Начало на втората битка при Ел Аламейн. Британските войски начело с генерал Монтгомъри настъпват срещу германската армия на генерал Ервин Ромел в Египет.
- 1943 г. – Втората световна война: В концентрационния лагер Освиенцим избухва женско въстание, което е потушено и са разстреляни всички участнички.
- 1946 г. – Общото събрание на ООН е свикано за първи път в Ню Йорк.
- 1956 г. – Унгарското въстание започва като мирна студентска демонстрация в Будапеща до Унгарския парламент срещу съветската окупация, към която се присъединяват хиляди граждани, продължила до 4 ноември.
- 1954 г. – Страните от НАТО възстановяват суверенитета на Федерална република Германия и я присъединяват към пакта.
- 1955 г. – Южен Виетнам е провъзгласен за самостоятелна република.
- 1956 г. – В Будапеща студентски митинг прераства в революционен бунт срещу съветската окупация, продължил до 4 ноември. Унгарско въстание (1956)

- 1982 г. – Край Петрич е открит Националният парк-музей Самуилова крепост.
- 1983 г. – Ливанска гражданска война: ислямски терористи взривяват казарма с американски миротворци в Бейрут, като загиват 241 военни; същата сутрин е ударена и френска казарма, като загиват 58 военни.
- 1989 г. – С указ на президента Унгария е преименувана от Унгарска народна република на Република Унгария, с което страната скъсва с комунистическия си период.
- 1992 г. – Министър-председателят на Израел Бенджамин Нетаняху и палестинският лидер Ясер Арафат сключват договор „земя срещу мир“.
- 2001 г. – Обявена е първата версия на преносимото мултимедийно устройство iPod на Apple.
- 2002 г. – Започва кризата със заложниците в Театъра на Дубровка, Москва – по време на мюзикъла „Норд-ост“ 41 чеченски бунтовници взимат около 800 заложници, освободени след 3 дни от силите за сигурност, при което загиват около 130 от тях.
- 2004 г. – Силно земетресение разтърсва Ниигата в северна Япония, загиват 35 души, 2200 са ранени и 85 000 остават без дом.
- 2010 г. – Излиза скандалната книга „Бандитската топлофикация“ на българския писател-сатирик Емил Измирлиев
- 2012 г. – В Исландия се провежда референдум за приемане на новата конституция редактирана от широки обществени слоеве на обществото. При 66% активност повече от 80% от гласувалите одобряват приемането на конституцията.

## Родени
- 1715 г. – Петър II, император на Русия († 1730 г.)
- 1789 г. – Николай Тургенев, руски икономист и общественик († 1871 г.)
- 1801 г. – Алберт Лорцинг, немски композитор, оперен певец и диригент († 1851 г.)
- 1805 г. – Адалберт Щифтер, австрийски писател и художник († 1868 г.)
- 1817 г. – Пиер Ларус, френски лексикограф и енциклопедист († 1847 г.)
- 1849 г. – Кинмочи Сайонджи, Министър-председател на Япония († 1940 г.)
- 1863 г. – Пантелей Киселов, български генерал († 1927 г.)
- 1877 г. – Йордан Кювлиев, български художник († 1910 г.)
- 1885 г. – Емануил Попдимитров, български поет и писател († 1943 г.)
- 1896 г. – Роман Якобсон, руски лингвист († 1982 г.)
- 1904 г. – Светослав Рьорих, руски художник († 1993 г.)
- 1905 г. – Феликс Блох, швейцарски физик, Нобелов лауреат през 1952 г. († 1983 г.)
- 1908 г. – Иля Франк, руски физик, Нобелов лауреат през 1958 г. († 1990 г.)
- 1909 г. – Атанас Душков, български поет († 2000 г.)
- 1909 г. – Зелиг Харис, американски езиковед († 1992 г.)
- 1920 г. – Джани Родари, италиански писател († 1980 г.)
- 1927 г. – Лешек Колаковски, полски философ († 2009 г.)
- 1928 г. – Александър Танев, български композитор († 1996 г.)
- 1929 г. – Христо Нейков, български художник († 1999 г.)
- 1937 г. – Данчо Данчев, български учител и есперантист
- 1938 г. – Рени Цанова, български юрист († 2007 г.)
- 1938 г. – Румяна Йовева, български учен в областта на българската литература
- 1940 г. – Пеле, бразилски футболист († 2022 г.)
- 1941 г. – Игор Смирнов, молдовски политик
- 1942 г. – Майкъл Крайтън, американски писател († 2008 г.)
- 1954 г. – Ули Щайн, германски футболист
- 1955 г. – Дагмар Лойполд, немска писателка
- 1957 г. – Илиана Балийска, българска актриса, тв водеща и продуцент
- 1959 г. – Атанас Комшев, български борец († 1994 г.)
- 1961 г. – Андони Субисарета, испански футболист
- 1962 г. – Иван Червенков, български политик и лекар
- 1964 г. – Робърт Трухильо, американски музикант
- 1966 г. – Алесандро Дзанарди, италиански пилот от Формула 1 и КАРТ
- 1969 г. – Труди Канаван, австралийска писателка
- 1973 г. – Матю Куик, американски писател
- 1976 г. – Райън Рейнолдс, канадски актьор
- 1977 г. – Светла Иванова, българска поппевица и писателка
- 1984 г. – Изабел Гулар, бразилски модел
- 1989 г. – Дария Симеонова, българска актриса

## Починали
- 42 пр.н.е. – Марк Юний Брут, римски сенатор (* ок. 85 пр.н.е. г.)
- 472 г. – Олибрий, западноримски император (* ? г.)
- 1867 г. – Франц Боп, немски езиковед (* 1791 г.)
- 1872 г. – Теофил Готие, френски поет и драматург (* 1811 г.)
- 1893 г. – Александър I Батенберг, княз на България (* 1857 г.)
- 1910 г. – Рама V, крал на Тайланд (* 1853 г.)
- 1921 г. – Джон Бойд Дънлоп, шотландски изобретател (* 1840 г.)
- 1932 г. – Константин Антонов, български революционер (* 1879 г.)
- 1937 г. – Митрополит Симеон Варненско-Преславски (* 1840 г.
- 1937 г. – Симеон, варненски и преславски митрополит (* 1840 г.)
- 1944 г. – Чарлз Баркла, английски физик, Нобелов лауреат през 1917 г. (* 1877 г.)
- 1986 г. – Едуард Адълберт Дойзи, американски биохимик, Нобелов лауреат през 1943 г. (* 1893 г.)
- 1986 г. – Лино Вентура, френски киноактьор (* 1919 г.)
- 1993 г. – Елена Николай, българска оперна певица (* 1905 г.)
- 1999 г. – Веселин Калчев, български музикант (* 1930 г.)
- 2000 г. – Йокозуна, американски кечист и сумист (* 1966 г.)
- 2001 г. – Джош Кирби, британски илюстратор (* 1928 г.)
- 2004 г. – Тодор Цонев, български художник-карикатурист (* 1934 г.)
- 2008 г. – Димитър Киров, български художник (* 1935 г.)

## Празници
- Унгария – Ден на Унгария (чества се началото на Унгарското въстание от 1956 г. и прокламирането на Република Унгария през 1989 г., национален празник)
- Тайланд – Ден на крал Рама V
- Северна Македония – Ден на македонската революционна борба  (национален празник)